# ناشر لعبة فيديو
ناشر لعبةتهخت
فيديو هي شركة تختص بنشر ألعاب الفيديو وتسويقها وتوزيعها وتمويل فريق المطورين. بعض شركات النشر تملك مطورين خاصين بها والبعض الآخر يوكل المهمة لمطورين خارجيين.

## بعض شركات النشر
- كونامي وكابكوم اليابانيتان
- إلكترونيك آرتس الأميركية
- يوبي سوفت الفرنسية